# 穗葉藤屬
穗葉藤屬（拉丁語：Triphyophyllum；標音：tɹɪfɪəʊfɪləm/ 或是 /tɹɪfɪɒfɪləm）為單型的植物屬，相當於唯一的種類──盾籽穗葉藤（學名：Triphyophyllum peltatum）。本種原產於熱帶非洲西部、塞拉利昂以及賴比瑞亞，生長在熱帶雨林中。 
現在僅3處植物園有栽培盾籽穗葉藤：阿必尚、波恩以及維爾茨堡。這個品種在私人收集中并不常见。

穗葉藤化合物；
左上：
R = -H：Habropetalin A；
R = -OH：Dioncophyllin A.；
左下：Dioncophyllin；
右下：Dioncophyllin C.

## 外部連結
- （英文） The Carnivorous Plant FAQ: About Triphyophyllum （页面存档备份，存于） 穗葉藤屬 - 食肉植物的問與答